# Lotus noir
 (septembre 2024).
Si vous disposez d'ouvrages ou d'articles de référence ou si vous connaissez des sites web de qualité traitant du thème abordé ici, merci de compléter l'article en donnant les références utiles à sa vérifiabilité et en les liant à la section « Notes et références ».
Lotus noir est un magazine (9 numéros par an), consacré aux jeux de cartes à collectionner (JCC) qui est édité depuis 1994. Créé par Guillaume Gille-Naves et Hervé Loiselet, le magazine Lotus Noir a été lancé à l’époque par leur société de presse Halloween Concept. Le magazine a ensuite été édité par la société Play Factory jusqu'en août 2010. La parution du magazine s'arrête en 2017 avec le numéro 172.

## Historique
Le 1er numéro de Lotus Noir a été publié fin avril 1994, deux mois avant la sortie de la 3e édition de Magic: The Gathering en français, dans une formule bimestrielle. Le créateur de jeu de rôle Croc fait la couverture de ce premier numéro pour la sortie de son jeu Intervention Divine, inspiré de son jeu de rôle In Nomine Satanis - Magna Veritas. Le magazine passe en mensuel en juin 2000 et fête son 100e numéro en janvier 2007. Il redevient bimestriel par la suite.
Son nom est une référence à la carte la plus emblématique du jeu Magic, le Black Lotus[source insuffisante]. Au lancement, le magazine était exhaustif, parlant de tous les jeux à collectionner, depuis la sortie de ses confrères Maniak! (en 2001, dédié aux joueurs de Pokémon et Dragon Ball) et Dragon Blanc (en 2006, dédié aux joueurs de Yu-Gi-Oh!), il s’est recentré sur les jeux qui intéressent majoritairement son lectorat. Il traite aujourd’hui principalement de l’actualité des sorties, des tournois et du metagame des jeux pour adolescents/adultes : Magic: The Gathering, Yu-Gi-Oh! et des jeux de cartes fondés sur l’univers des jeux en ligne massivement multijoueur World of Warcraft et Wakfu (Wakfu TCG).
Le magazine a connu un arrêt  de juillet à septembre 2006, date à laquelle une partie de ses rédacteurs ont créé le magazine concurrent, Mana rouge. Lotus noir est relancé un mois après ce nouveau-né par son créateur à la tête d'une nouvelle équipe chez Play Factory, puis chez Origames à partir du no 136 (octobre 2010).
Ses articles analysent les nouvelles extensions, conseillent et préparent la construction de decks, proposent des informations de collection et la cote officielle des cartes à collectionner. Lotus Noir est le seul magazine à proposer régulièrement les cotes des cartes des jeux Magic: The Gathering, World of Warcraft JCC et Wakfu TCG.

## Les mascottes
Depuis 1994, Lotus Noir a connu plusieurs mascottes, toujours illustrées par des auteurs de bande dessinée : Fleur de Lotus par Frédéric « Contremarche » Vidal (rédacteur en chef du magazine de bande dessinée BoDoï), Pétale de Lotus et Capitaine Kavern par Bruno Bellamy (illustrateur des célèbres Bellaminettes du défunt magazine Casus Belli). En octobre 2005, Lotus et Gruff, les nouvelles mascottes du magazine, sont une cocréation de Nicolas Mitric (dessinateur de Kookaburra) et d'Igor Polouchine. Ils seront ensuite illustrés par Stéphane Louis (dessinateur de Tessa, agent intergalactique).

## Insert
- Il y avait une carte promo Intervention Divine, le jeu de Croc dans le 1er numéro.
- Le #27 offrait en insert un deck du jeu de cartes à collectionner Star Wars.
- Du #28 au #37, les lecteurs de Lotus Noir pouvait trouver en insert un mini magazine, Lotuflor dédié à Pokémon.
- Le #40 offrait en insert un deck du jeu de cartes à collectionner Warlords.
- Depuis le #98, il y a également toujours un boosters de 15 cartes Magic.
- De plus, Lotus Noir insère régulièrement des cartes en avant première des extensions des jeux Magic et World of Warcraft.

## Hors séries
- #1 Liste de toutes les cartes de tous les jeux de cartes à collectionner en français ou anglais. Format tabloïd.
- #2 Dossier et guide Magic, liste des cartes.
- #3 Liste des cartes Magic, L5R, Netrunner, Le Seigneur des anneaux, X-Files, etc.
- #4 Listes de cartes.
- #5 Spécial Pokémon, présentation des 150 premiers Pokémon.
- #6 Spécial guide Magic, la liste intégrales des cartes Magic et de leurs effets.
- #7 Spécial Harry Potter Trading Card Game.
- #8 Spécial guide Magic, la liste intégrales des cartes Magic et de leurs effets jusqu'à Carnage.
- #9 Spécial guide Magic, la liste intégrales des cartes Magic et de leurs effets jusqu'à Mirrodin.
- #10 Spécial guide Magic, la liste intégrales des cartes Magic et de leurs effets.
- #11 Spécial Traitres de Kamigawa (Magic) avec un booster en insert.
- #12 Spécial World of Warcraft avec un booster du jeu de cartes en insert.

## Lotus Noiren anglais
Une version anglaise mensuelle du magazine a été lancée en février 2004 au Royaume-Uni, elle n’a duré qu’une dizaine de numéros.

## Autres médias
- Une version  Internet du magazine a été lancée en juillet 2007 par Play Factory mais sans être jamais réellement exploitée. Un nouveau site est en cours de développement .
- L’équipe du Lotus Noir édite également le Gazetteer, un journal de 4 pages à périodicité irrégulière pour la société Wizards of the Coast, qui annonce l’actualité des Grand Prix et Pro Tour européens pour Magic.

## Team Lotus Noir
- La Team Lotus Noir était une équipe de joueurs de Magic dans les années 1990, composée de rédacteurs/joueurs qui ont participé aux premières heures de gloire de Magic en France, comme Timbre Poste, Marc Hernandez et Pierre Malherbaud (2 fois champions de France et vice-champion d’Europe de Magic). Ce dernier étant également un des principaux rédacteurs du magazine depuis 2005 et un des meilleurs joueurs mondiaux du jeu de cartes à collectionner de World of Warcraft : 1er au premier Dark Moon Fair Européen, Top 8 au Dark Moon Fair de Milan (septembre 2007) et Top 8 au Championnat de France 2007.
- Les autres rédacteurs de Lotus Noir font également partie des meilleurs joueurs mondiaux, comme Sylvain Lauriol (Champion de France 2006), Guillaume Wafo Tapa, meilleur joueur français 2007, vainqueur du Pro Tour Magic Yokohama 2007 et finaliste au championnat de France 2007 du jeu de cartes World of Warcraft, Guillaume Matignon, champion du monde et de France de World of Warcraft, vice-champion de France 2010 de Magic ainsi que le juge de Magic, Kevin Desprez, également membre actif de la Fédération Française de Magic.